# Ioan Dumitriu
Ioan A. Dumitriu (n. 1891 – d. 1978) a fost un general român care a luptat în cel de-al Doilea Război Mondial.

## Decorații
- Ordinul „Steaua României” în gradul de ofițer (8 iunie 1940)[1]
- Ordinul „Coroana României” în gradul de Comandor (9 mai 1941)[2]
- Ordinul 23 August clasa a III-a (10 august 1964) „pentru merite deosebite în opera de construire a socialismului, cu prilejul celei de a XX-a aniversări a eliberării patriei”[3]

## Legături externe
- en  Generals.dk